# Jeffrey Evans

Znak města Londýn

Jeffrey Richard de Corban Evans, titulem 4. baron Mountevans (* 13. května 1948 Göteborg, Švédsko) je britský politik a lodní makléř.
Studoval na Pangbourne College v hrabství Berkshire a na Pembroke College v Cambridgi.
Jako dědičný peer zasedá ve sněmovně lordů a v letech 2015–16 byl starostou londýnské City.

## Vyznamenání
- Baron (UK, 2014)
- Rytíř řádu svatého Jana Jeruzalémského (2015)